# Binodoxys kashmirensis
Binodoxys kashmirensis är en stekelart som beskrevs av Hajimu Takada och Rishi 1980. Binodoxys kashmirensis ingår i släktet Binodoxys och familjen bracksteklar. Inga underarter finns listade.